# Teona Strugar Mitevska
Teona Strugar Mitevska (in macedone Теона Стругар Митевска?; Skopje, 14 marzo 1974) è una regista e sceneggiatrice macedone.

## Biografia
Sorella dell'attrice e produttrice Labina Mitevska, apparsa in quasi tutti i suoi film, nel 1998 si è trasferita a New York per studiare cinema alla Tisch School of the Arts, laureandosi nel 2001, anno in cui ha diretto il suo primo cortometraggio. I suoi film sono stati presentati a decine di festival cinematografici in giro per il mondo, ma si è fatta davvero notare a livell internazionale per la prima volta  con Dio è donna e si chiama Petrunya, una denuncia dei retaggi patriarcali del suo Paese ispirato a un fatto di cronaca, con cui ha concorso all'Orso d'oro al Festival di Berlino 2019 ed è stata insignita da parte del Parlamento Europeo del Premio LUX.

## Filmografia
- Veta – cortometraggio (2001)
- Kako ubiv svetec (2004)
- Jas sum od Titov Veles (2007)
- The Woman Who Brushed Off Her Tears (2012)
- Koga denot nemaše ime (2017)
- Dio è donna e si chiama Petrunya (Gospod postoi, imeto i e Petrunija) (2019)
- L'appuntamento (Najsreḱniot čovek na svetot) (2022)
- Mother (2025)

## Riconoscimenti
- Festival di Berlino
  - 2019 – Shooting Stars Award (Macedonia del Nord)
  - 2019 – Premio delle giuria ecumenica per Dio è donna e si chiama Petrunya
  - 2019 – In concorso per l'Orso d'oro con Dio è donna e si chiama Petrunya
- Festival di Venezia
  - 2022 – In concorso (Orizzonti) per L'appuntamento
  - 2025 – In concorso (Orizzonti) per Mother
- European Film Awards
  - 2019 – Premio LUX per Dio è donna e si chiama Petrunya